# Aleksander Petrovič Urusov
Knez Aleksander Petrovič Urusov (rusko Александр Петрович Урусов), ruski general tatarskega rodu, * 1768, † 1835.
Bil je eden izmed pomembnejših generalov, ki so se borili med Napoleonovo invazijo na Rusijo; posledično je bil njegov portret dodan v Vojaško galerijo Zimskega dvorca.

## Življenje
Sprva se je šolal v Nemčiji, nato pa je leta 1874 končal Nikolajevsko konjeniško šolo v Tveru; istega leta je bil kot častnik dodeljen 13. narvskem huzarskemu polku. Pozneje je bil premeščen v Pavlogradski huzarski polk. Med rusko-turško vojno (1877–78) je bil adjutant poveljnika 2. pehotnega korpusa ter poveljnik zaledja celotne armade. Leta 1881 se je kot stotnik upokojil. Vrnil se je na domače posestvo in se ukvarjal s kmetijstvom. Leta 1890 se je preselil na posestvo žene v Tulo, kjer je zasedal več pomembnih položajev v družbi (sodnik, član komisije za upravljanje zemlje, predsednik Černske kmetijske družbe,...).